# Cryoturris adamsii
Cryoturris adamsii é uma espécie de gastrópode do gênero Cryoturris, pertencente à família Mangeliidae.